# Campeonato Mundial de Endurance da FIA de 2013
O Campeonato Mundial de Endurance da FIA de 2013 foi a segunda temporada do Campeonato Mundial de Endurance da FIA, (em inglês: FIA World Endurance Championship). O WEC, como também é conhecida, é uma competição automobilística internacional destinada a protótipos desportivos (LMP) e carros de Gran Turismo (GT) organizada pela Federação Internacional de Automobilismo (FIA) e pelo Automobile Club de l'Ouest (ACO).
A temporada teve oito etapas, incluindo a 81ª edição das 24 Horas de Le Mans. O campenato começou com as 6 Horas de Silverstone, em abril, e terminou com as 6 Horas do Bahrein, em novembro.
O trio do carro número 2 da Audi, Tom Kristensen, Loïc Duval e Allan McNish,  venceu o Campeonato Mundial de Pilotos, que é destinado aos pilotos das classes LMP1 e LMP2.  O troféu para os melhores pilotos da LMP2 ficou com Bertrand Baguette, Martin Plowman e Ricardo González.
A Copa do Mundo de Pilotos GT, que é reservada aos pilotos das classes LMGTE-Pro e LMGTE-Am, foi conquistada pelo italiano Gianmaria Bruni. Já a dupla Jamie Campbell-Walter e Stuart Hall conquistou o troféu de melhores pilotos da LMGTE-Am.
No Campeonato Mundial de Construtores, que é destinado somente aos fabricantes da classe LMP1, a Audi venceu a Toyota. Já na Copa do Mundo de Construtores GT, onde ambas as classes participam (LMGTE-Pro e LMGTE-Am), o vencedor foi a Ferrari, com Aston Martin em segundo e Porsche em terceiro.
O troféu de melhor equipe privada ficou com a Rebellion Racing na LMP1, Oak Racing na LMP2, AF Corse na LMGTE-Pro e 8 Star Motorsports na LMGTE-Am.

## Calendário
| Etapa  | Corrida                          | Circuito                          | Local                    | Data             |
| ------ | -------------------------------- | --------------------------------- | ------------------------ | ---------------- |
| 1      | 6 Horas de Silverstone           | Circuito de Silverstone           | Silverstone, Reino Unido | 14 de abril      |
| 2      | 6 Horas de Spa-Francorchamps     | Circuito de Spa-Francorchamps     | Spa, Bélgica             | 4 de maio        |
| 3      | 24 Horas de Le Mans              | Circuito de La Sarthe             | Le Mans, França          | 22 a 23 de junho |
| 4      | 6 Horas de São Paulo             | Autódromo José Carlos Pace        | São Paulo, Brasil        | 1 de setembro    |
| 5      | 6 Horas do Circuito das Américas | Circuito das Américas             | Austin, Estados Unidos   | 22 de setembro   |
| 6      | 6 Horas de Fuji                  | Fuji Speedway                     | Oyama, Japão             | 20 de outubro    |
| 7      | 6 Horas de Xangai                | Circuito Internacional de Xangai  | Xangai, China            | 9 de novembro    |
| 8      | 6 Horas do Bahrein               | Circuito Internacional do Bahrein | Sakhir, Bahrein          | 30 de novembro   |
| Fonte: |                                  |                                   |                          |                  |